# 基斯杭格阿尔
基斯杭格阿尔（Kishangarh），是印度拉贾斯坦邦Alwar县的一个城镇。总人口9472（2001年）。

## 人口
该地2001年总人口9472人，其中男性5045人，女性4427人；0—6岁人口1423人，其中男762人，女661人；识字率70.77%，其中男性为78.65%，女性为61.78%。